# Lactarius salmoneus
Lactarius salmoneus é um fungo que pertence ao gênero de cogumelos Lactarius na ordem Russulales. Encontrado na América do Norte, foi descrito cientificamente pelo micologista norte-americano Charles Horton Peck em 1898.